# 170073 Ivanlinscott
170073 Ivanlinscott este o planetă minoră (asteroid) din centura de asteroizi. A fost descoperită pe 9 noiembrie 2002 la Observatorul Național Kitt Peak de Marc Buie⁠(d). 
Obiectul prezintă o orbită caracterizată de o semiaxă mare de 2,7816011690001 UAi, o excentricitate de 0,046176092927142, o înclinație de 9,780226318431 ° în raport cu ecliptica.